# Jan Cornelisse
Jan Cornelisse (Heemskerk, 24 oktober 1918 – Hoorn, 21 januari 2000) was een Nederlands burgemeester. Hij was lid van de KVP.
Cornelisse begon zijn carrière als volontair op de gemeentesecretarie van zijn geboorteplaats Heemskerk. In 1949 werd hij gemeente-ontvanger van Zoeterwoude en in december 1962 volgde zijn benoeming tot burgemeester van Avenhorn. Vanaf januari 1968 was hij tevens burgemeester van de nabijgelegen gemeente Oudendijk wat in die periode ruim 500 inwoners had; ongeveer een vijfde van de bevolking van Avenhorn. Op 1 januari 1979 fuseerde Avenhorn met Berkhout, Oudendijk en Ursem tot de gemeente Wester-Koggenland waarmee zijn functie kwam te vervallen. Jos Castenmiller, tot dan burgemeester van Berkhout, werd de burgemeester van deze nieuwe gemeente. Eind 1978 werd Cornelisse met zijn 41 jaar in overheidsdienst waarvan 16 jaar als burgemeester benoemd tot ridder in de Orde van Oranje-Nassau.
Cornelisse is de vader van Hans Cornelisse, die eveneens burgemeester werd. In 2000 overleed Jan Cornelisse op 81-jarige leeftijd in zijn woonplaats Hoorn. Hij ligt begraven in Beverwijk.